# 변전소

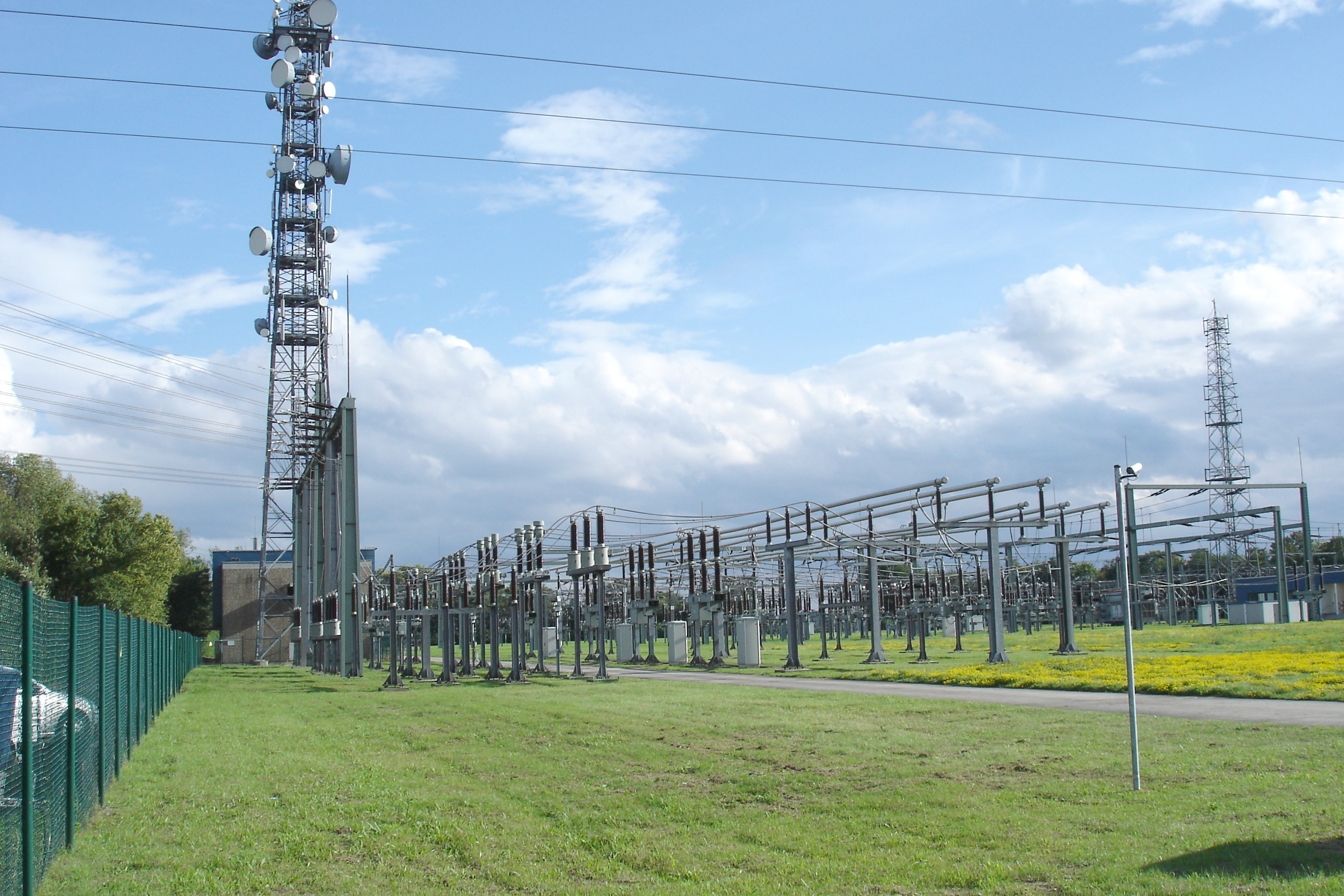
변전소

변전소(變電所, 영어: Electrical substation)는 발전소에서 생산된 전기를 선로를 통해 송전받아 변환하여 수요처로 배전하는 시설이다. 발전소에서 온 15만4,000볼트의 전압을 6만6,000V 등의 중간적 전압으로 바꾸기도 하고, 그것을 배전용의 더욱 낮은 전압으로 바꾸거나 하는 이른바 전기의 인터체인지(interchange)이다. 세부적으로는 송전 변전소, 배전 변전소, 집전 변전소, 변환 변전소, 스위칭 변전소가 있다.

## 같이 보기
- 송전
- HVDC 변환소
- 전력선 통신